# Mandanici

Localització de Mandanici a Messina

Mandanici (sicilià Mannanici) és un municipi italià, dins de la ciutat metropolitana de Messina. L'any 2005 tenia 673 habitants. Limita amb els municipis de Fiumedinisi, Nizza di Sicilia, Pagliara, Roccalumera i Santa Lucia del Mela.

## Administració
| Període | Identitat     | Partit        |
| ------- | ------------- | ------------- |
| 2009-   | Armando Carpo | Llista cívica |